# Roberto Duarte Silva
Pour les articles homonymes, voir Roberto Silva (homonymie), Duarte et Silva.
Roberto Duarte Silva, né à Ribeira Grande sur l'île de Santo Antão le 25 février 1837 et mort le 9 février 1889 à Paris, est un chimiste cap-verdien.

## Biographie
Diplômé de pharmacie de l'université de Lisbonne, Roberto Duarte Silva ouvre une pharmacie à Macao et à Hong Kong avant de s'installer à Paris en 1862. Il étudie les composés de l'ammoniaques à base d'amyle et le propylamine dans le laboratoire de Charles Adolphe Wurtz et parvient à la synthèse totale de la glycérine avec Charles Friedel.
Roberto Duarte Silva est professeur de chimie analytique à l'École des mines de Paris, puis à l'École centrale des arts et manufactures et à l'École supérieure de physique et de chimie industrielles de la ville de Paris de 1882 à sa mort. 
Roberto Duarte Silva est lauréat du prix Jecker de l'Académie des sciences en 1885 et préside la Société française de chimie en 1887.
En 2007, la banque du Cap-Vert édite les billets de banque de 500 escudos à son effigie.